# Stephan Lehmann
Stephan Lehmann (født 15. august 1963 i Schaffhausen, Schweiz) er en tidligere schweizisk fodboldspiller, der spillede som målmand. Han var på klubplan primært tilknyttet FC Sion i hjemlandet, hvor han spillede i ni sæsoner. Derudover havde han også ophold i blandt andet FC Schaffhausen i sin fødeby og FC Luzern.
Lehmann spillede mellem 1989 og 1997 14 kampe for det schweiziske landshold, som han repræsenterede ved både VM i 1994. og EM i 1996.